# Melonycteris fardoulisi
Espèce
Statut de conservation UICN

 NT  : Quasi menacé
Melonycteris fardoulisi, appelé communément Mélonyctère des îles Salomon, est une espèce de grande chauve-souris de la famille des Pteropodidae.

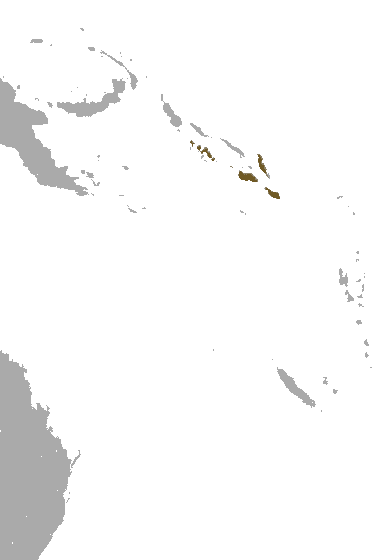
Aire de répartition de Melonycteris fardoulisi

Elle est endémique des îles Salomon.
Son habitat naturel est constitué de forêts de plaine subtropicales ou tropicales humides. Elle est menacée par la perte de l'habitat.

## Source de la traduction
- (en) Cet article est partiellement ou en totalité issu de l’article de Wikipédia en anglais intitulé « Fardoulis's blossom bat » (voir la liste des auteurs).